# Helena Kołaczkowska
Helena Jadwiga Kołaczkowska (ur. 4 stycznia 1916 w Charkowie, zm. 31 grudnia 2019 w Chylicach) – polska literatka, autorka książek dla dzieci, autorka tekstów piosenek.

## Życiorys

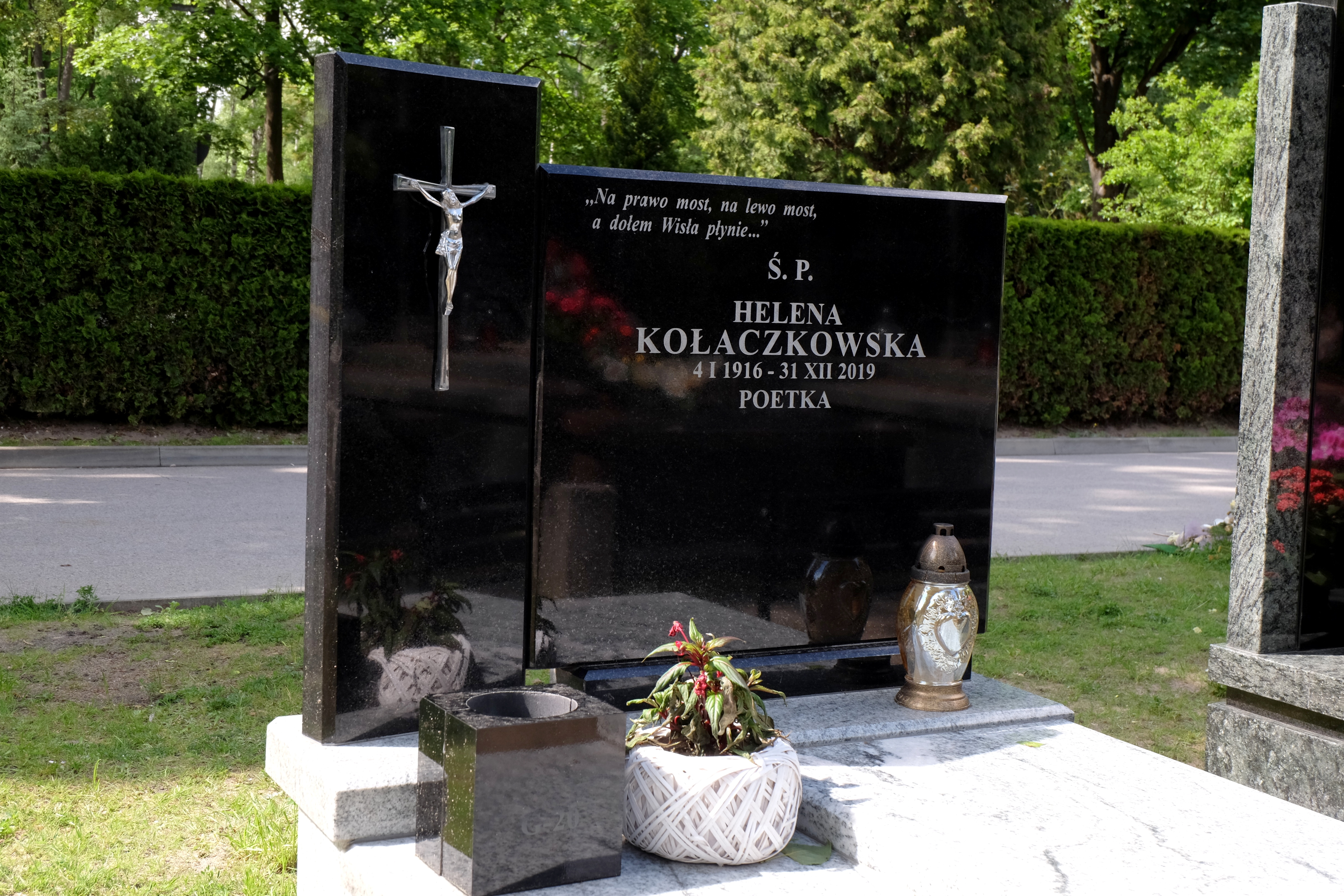
Grób Heleny Kołaczkowskiej na cmentarzu Wojskowym na Powązkach w Warszawie

Urodziła się w Charkowie, w rodzinie Konstantego Massalskiego, inżyniera, i Haliny z Massalskich. Od dziecka związana była z Warszawą, gdzie przeprowadziła się z rodzicami.
Debiutowała w okresie okupacji niemieckiej w Warszawie jako autorka i wykonawczyni własnych piosenek.
Po wojnie, od 1949 tworzyła piosenki. W latach 1959–1960 była dyrektorem współtworzonego przez siebie Radiowego Teatru Piosenki. 
Autorka tekstów do ok. 300 utworów, libretta baletu Wesołe miasteczko oraz musicalu Pas Hipolity, tłumaczyła na język polski opery Josepha Haydna. Autorka tekstów piosenek (m.in. Na prawo most, na lewo most), w tym nowych polskich wersji zagranicznych przebojów, takich jak Ramona (Mabel Wayne) czy Piosenka o Sekwanie (Guy Lafarge). Wydała także zbiór piosenek dla dzieci z muzyką Marii Kaczurbiny. Muzykę do jej tekstów pisali m.in. Alfred Gradstein, Jerzy Wasowski i Władysław Szpilman, a piosenki wykonywały m.in. Alina Janowska, Sława Przybylska i Irena Santor. 
Od 1948 była członkinią Stowarzyszenia Autorów ZAiKS, od 2016 członkinią honorową. 
Od 1939 była żoną Tadeusza Kołaczkowskiego. W latach 1961–1972 była żoną Stanisława Ryszarda Dobrowolskiego.
Zmarła w Chylicach, pochowana w Warszawie na cmentarzu Wojskowym na Powązkach (kwatera G DOD-urnowy-20).

## Twórczość
- libretta operetkowe, m.in. Złota dolina (Izaak Dunajewski)
- bajki muzyczne:
  - Przygody Pimpusia Sadełko (według Marii Konopnickiej muz. Ryszard Sielicki)
  - Hebanowa baśń (Marek Sart)
  - Kozucha – kłamczucha
  - Pies i wilk (obie R. Sielicki) i inne.
- Piosenki:
  - Zwykle kocha się na wiosnę (muz. Moravec) – 1949
  - Na prawo most, na lewo most (Alfred Gradstein) – 1950
  - Nasza Warszawo – 1950
  - Dwaj chłopcy (A. Gradstein) – 1951
  - Mój dom (A. Gradstein) – 1952
  - Zrękowiny (Witold Rudziński) – 1952
  - Hej zimowe, hej igrzyska (Franciszka Leszczyńska) – 1952
  - Piosenka na ulicy (Jerzy Wasowski) – 1952
  - MDM (Edward Olearczyk) – 1953
  - Piosenka bibliotekarza (Marek Sart) – 1953
  - I wtedy marzysz (Władysław Szpilman) – 1954
  - Kto wie (A. Gradstein) – 1954
  - Łódeczka (Tichon Chrennikow) – 1954
  - Moja pieśń (T. Chrennikow) – 1954
  - Tango hiszpańskie (Gerhard Winkler) – 1954
  - Błękitny staw (E. Olearczyk) – 1955
  - Czekają echa (W. Rudziński) – 1955
  - Dwa kochania (Tadeusz Kwieciński) – 1955
  - Nie zdążyłam (Jerzy Mart) – 1955
  - Pędzi wiatr (Andrzej Markowski) – 1955
  - To takie niepoważne (Władysław Szpilman) – 1955
  - Miłosna piosenka (Izaak Dunajewski) – 1955
  - Piosenka o Sekwanie (Guy Lafarge) – 1955
  - Ramona (Mabel Wayne) – 1955
  - Rybak z Kananei (Borys Lomani) – 1956
  - Sama nie wiem, skąd to (E. Olearczyk) – 1956
  - Sto lat (W. Szpilman) – 1956
  - Śliczna, prześliczna (Henryk Jabłoński) – 1956
  - Jest taki jeden kraj (Heino Gaze) – 1956
  - We mgle porannej (I. Dunajewski) – 1956
  - Jak to się dzieje (T. Kwieciński) – 1957
  - Moje małe miasteczko (F. Leszczyńska) – 1957
  - Słoneczny zegar (A. Markowski) – 1957
  - To smutny fakt (Michael Jary) – 1957
  - Na katarynce (Czesław Żak) – 1958
  - Mgła (według N. Rimskiego – Korsakowa) – 1958
  - Głęboka studzienka (mel. lud.) – 1959
  - Gorącą nocą (z Mirosławem Łebkowskim – Ryszard Sielicki) – 1959
  - Nieprawda (M. Sart) – 1959
  - La gitana (M. Sart) – 1959
  - Ballada tragiczna (Zbigniew Turski) – 1959
  - Włos (M. Sart) – 1959
  - Rumba z pomarańczą (Hanna Skalska) – 1960
  - Piosenka o pociągu (Kamil Hala) – 1960
  - To płynie czas (Wiesław Machan) – 1961
  - Jeśli tak (Władysław Szpilman) – 1963
  - Nie wierzyć snom (Bogusław Klimczuk) – 1965
  - Wiatr kołysze gałązkami (Andrzej Zieliński) – 1969
  - Coś we mnie pęknie (Piotr Figiel) – 1969
  - Przy dolnym młynie (Sławomir Kowalewski) – 1971
  - Jest nic (Władysław Słowiński) – 1973
  - Będzie dość (Antoni Kopff) – 1975
  - Otoczyłeś mnie jak tęczą (Marian Zimiński) – 1976
  - Kosmiczny walc (M. Sart) – 1977
  - Malowani szli na wojenkę (Andrzej Januszko)
  - Rozwinęła macierzanka (W. Słowiński)
  - Ogrodnicy (Piotr Leśnica)

## Ordery i odznaczenia
- Krzyż Oficerski Orderu Odrodzenia Polski (1998)[7][8]
- Medal ZAiKS-u (1988)
- Medal 90-lecia ZAiKS-u (2009)
- Odznaka ZAiKS-u (1979)

Źródło:.

## Nagrody
- Nagroda specjalna ZAiKS-u (2016)
- Nagroda 100-lecia ZAiKS-u (2018)

Źródło:.